# 高哲男
高 哲男（たか てつお、1947年 - ）は、日本の経済学者。専門は、経済学説・経済思想。学位は、経済学博士（九州大学・論文博士・1992年）（学位論文「ヴェブレン研究 進化論的経済学の世界」）。九州大学名誉教授。大分県生まれ。

## 略歴
九州大学経済学部経済学科卒業。1976年同大学院経済学研究科博士課程単位取得満期退学。広島大学経済学部助教授、教授、1992年九州大学経済学部教授、2007年経済学史学会代表幹事。2013年同大学大学院経済学研究院定年退職、名誉教授。1992年「ヴェブレン研究 進化論的経済学の世界」で、九州大学から博士（経済学）の学位を取得。

## 著書

### 単著
- 『ヴェブレン研究：進化論的経済学の世界』（ミネルヴァ書房、1991年）
- 『現代アメリカ経済思想の起源：プラグマティズムと制度経済学』（名古屋大学出版会、2004年）
- 『暮らしのなかの経済思想：進化論的経済学入門』（知新出版研究所、2007年）
- 『アダム・スミス：競争と共感、そして自由な社会へ』（講談社選書メチエ、2017年）

### 共著
- （平方裕久）『経済学史のエッセンシャルズ』（知新出版研究所、2014年）

### 編著
- 『制度としての経済社会：世界のなかの日本』（九州大学出版会、1996年）
- 『自由と秩序の経済思想史』（名古屋大学出版会、2002年）

### 共編著
- （中村廣治）『市場と反市場の経済思想 経済学の史的再構成』（ミネルヴァ書房、2000年）
- （大田一廣・鈴木信雄・八木紀一郎）『経済思想史：社会認識の諸類型』（名古屋大学出版会、1995年）

### 翻訳
- ソースティン・ヴェブレン『有閑階級の理論』（ちくま学芸文庫、1998年／講談社学術文庫、2015年）
- ロジャー・メイソン『顕示的消費の経済学』（鈴木信雄・橋本努との共訳、名古屋大学出版会、2000年）
- フランク・ナイト『競争の倫理：フランク・ナイト論文選』（黒木亮との共訳、ミネルヴァ書房、2009年）
- アダム・スミス『道徳感情論[3]』（講談社学術文庫、2013年）
- アダム・スミス『国富論』（講談社学術文庫、2020年4・5月）

## 論文
- ＜高哲男